# Röhrensee (Geiselwind)
Röhrensee (fränkisch: Reansäh) ist ein Gemeindeteil des Marktes Geiselwind im unterfränkischen Landkreis Kitzingen. Röhrensee liegt in der Gemarkung Geiselwind.

## Geografische Lage
Der Weiler liegt an einem namenlosen linken Zufluss der Ebrach. Im Osten liegt das Waldgebiet Sausack mit dem Sandhügel (449 m ü. NHN), einer Erhebung des Steigerwaldes. Eine Gemeindeverbindungsstraße führt zur Staatsstraße 2260 bei der Theuerleinsmühle (0,4 km südlich) bzw. ebenfalls zur St 2260 bei Gräfenneuses (0,8 km nordwestlich).

## Geschichte
Der Name des Ortes geht auf eine alte Flurbezeichnung zurück. So kann der Name als zum schilfbewachsenen Weiher gedeutet werden. Beide Teile des Namens entstammen dem Mittelhochdeutschen. Das Grundwort se-, ist als Teich oder Weiher zu deuten, während das Bestimmungswort roerin als Adjektiv mit aus Rohr gemacht übersetzt werden kann. Die Lage an einem kleinen Nebenbach der Ebrach ist verantwortlich für den Namen.
Röhrensee geht auf eine ältere Siedlung zurück, die nach 1529 verlassen wurde. 1529 ist das Kloster Birklingen in Röhrensee nachweisbar. Es war dort zum Eintreiben der Zehnten bevollmächtigt. In der Folgezeit wurde der Ort wieder zur Wüstung.
Im ausgehenden 18. Jahrhundert wurde Röhrensee neu besiedelt. Um 1790 waren die Fürsten und Herren von Schwarzenberg im Dorf begütert und insgesamt sieben Bewohner waren ihre Untertanen. Noch im 20. Jahrhundert bestand das Dorf lediglich aus vier Anwesen, die von den Familien Dotterweich, Römer, Hilpert und Öffner bewohnt wurden.
Mit dem Gemeindeedikt (frühes 19. Jahrhundert) wurde Röhrensee dem Steuerdistrikt Geiselwind und der Ruralgemeinde Geiselwind zugeordnet. Nach der Gebietsreform in Bayern waren die ausgedehnten Waldgebiete um das Dorf jahrelang umstritten, weil die Gemeinde Geiselwind neuer Eigentümer war und den Rechtlern lediglich ein Nutzungsrecht eingeräumt wurde. Erst 1981 wurde der Streit beigelegt.

### Baudenkmäler
- Alter Dreifrankenstein[14]

ehemaliges Baudenkmal
- Haus Nr. 2: Erdgeschossiges Wohnstallhaus aus verputzten Bruchsteinquadern, drei zu sechs Achsen. Satteldach auf profiliertem hölzernen Traufgesims mit Giebel zur Straße. Im Türsturz bezeichnet „18 DLK 30“. An der Giebelsohle vermauerte rundbogige Figurennische; ihre ionischen Flankenpilaster mit Blattgehängen. – Backofen mit Pultdach an die Schmalstelle des Stalles angebaut. Vorraum mit Halbkreistonne.[15]

### Einwohnerentwicklung
| Jahr      | 001818 | 001840 | 001861 | 001871 | 001885 | 001900 | 001925 | 001950 | 001961 | 001970 | 001987 | 002025 |
| Einwohner | 34     | 38     | 37     | 42     | 26     | 25     | 18     | 38     | 33     | 50     | 34     | 41     |
| Häuser    | 7      | 8      |        |        | 6      | 5      | 4      | 4      | 5      |        | 5      |        |
| Quelle    | [ 10 ] | [ 17 ] | [ 18 ] | [ 19 ] | [ 20 ] | [ 21 ] | [ 22 ] | [ 23 ] | [ 24 ] | [ 25 ] | [ 26 ] | [ 1 ]  |

## Kultur

### Sage
Ähnlich wie im benachbarten Gräfenneuses existieren in Röhrensee mehrere Sagen über den sogenannten Fressaklingenpöpel. Die Fressaklinge ist ein Bergwald zwischen Gräfenneuses, Röhrensee, Geiselwind, Füttersee, Kleinbirkach und Ebersbrunn. Dort war einmal einem Bauern aus Röhrensee ein Stier entlaufen. Der Mann und sein Sohn suchten bis in die Nacht nach ihm, als der Sohn in einen Graben geriet. Hier entdeckte er im hellen Mondschein einen kopflosen Mann, der mit einer Axt auf eine hölzerne Lenkstange einhieb.
Eine weitere Sage hat ebenfalls den Pöpel zum Thema. Eines Nachts klopfte es an die Türen eines Röhrenseer Hauses. Als man fragte wer da sei, antwortete es von draußen: „Hier ist der Schneider von Ebersbrunn, sagt mir, wo bin ich denn?“ Die Bewohner öffneten ihre Türen und klärten den Schneider auf. Er war auf dem Heimweg von Geiselwind dem Pöpel begegnet, weil er den schnellen Weg durch den Wald gewählt hatte, und dann in wilder Flucht nach Gräfenneuses gerannt.

### Bildung
Röhrensee liegt heute im Sprengel der Drei-Franken-Grundschule im Hauptort Geiselwind. Ab der 5. Klasse besuchen die Kinder die Nikolaus-Fey-Mittelschule in Wiesentheid. Weiterführende Schulen können mit der Mädchenrealschule in Volkach, der Realschule in Ebrach und mit der Realschule in Dettelbach besucht werden. Gymnasien gibt es in Münsterschwarzach (Egbert-Gymnasium), Volkach-Gaibach (Franken-Landschulheim Schloss Gaibach), Wiesentheid (Steigerwald-Landschulheim) und Kitzingen (Armin-Knab-Gymnasium). Bereits in Mittelfranken liegt das Gymnasium Scheinfeld.

## Religion
Röhrensee ist römisch-katholisch geprägt und bis heute nach St. Burkard (Geiselwind) gepfarrt.